# Кіраат
Кіраа́т (араб. قِرَائَة — читання, декламація) — читання Корану вголос у ритуальних цілях. Існують різні види кіраатів Корану, що відрізняються варіантами розголосу, особливостями вимови, музичним та інтонаційним ладом, темпом та розташуванням пауз.

## Етимологія
Арабське слово аль-кіраат означає «читання», «декламація». Воно має той самий корінь, як і слово аль-Кур'ан (Коран). У перші роки існування мусульманської громади терміном аль-Кур'а̄н позначалися окремі одкровення, а в подальшому все зведення одкровень Мухаммеда.

## Історія
Кіраат відігравав значну роль у ритуальній практиці вже з перших років виникнення мусульманської громади. В одному з Хадіс переданих від Умара ібн аль-Хаттаба говориться про те, що Умар почув, як Хішама ібн Хакіма читання сури «Фуркан» трохи у відмінній формі, ніж та, в якій він чув її від Мухаммеда. Почувши від Хішама, що цього читання навчив його сам Мухаммед, Умар схопив його і повів до Мухаммеда, який, вислухавши читання сури обох, сказав: «Знайте, що Коран посланий у семи формах читання (харф). Читайте той з них, який для вас легший». До переселення мусульман з Мекки в Медину Коран читався виключно на курайшитському діалекті. З прийняттям ісламу іншими арабськими племенами виникла потреба читання деяких частин Корану інших діалектах арабської мови. Для цього Мухаммед попросив у Аллаха дати дозвіл читати Коран і на інших діалектах.
Після смерті Мухаммеда мусульман не мав закінченої книги його одкровень, а були лише уривчасті записи і люди, які пам'ятали значну частину одкровень напам'ять (хафізи). Відсутність діакритичних знаків в арабському листі вела до можливості варіантного розуміння і читання записів, що збереглися, що призводило до розбіжностей серед перших мусульман. Поява різночитань у Корані могла призвести до серйозних політичних проблем, оскільки одкровення Мухаммеда грали основну роль регламентації життя мусульманської громади і всього Арабського халіфату.
За часів правління Праведного халіфа Усмана ібн Аффана (між 650 і 656 роки) було зроблено спробу вироблення єдиного тексту Корану. Незважаючи на те, що всі інші копії було наказано знищити, низка авторитетних сподвижників Мухаммеда, такі як Абдуллах ібн Масуд та Убайй ібн Ка'б, продовжували зберігати «свої» екземпляри Корану. Спеціальна група осіб, які професійно займалися запам'ятовуванням та декламацією Корану (курра', мн.ч. від ка̄рі' ) зберігали в пам'яті текст одкровень Мухаммеда. Відсутність у перших примірниках Корану (мусхаф) діакритичних знаків, дозволяли відрізнити ряд літер друг від друга у тексті, продовжувала створювати можливість варіантного читання. Складання «офіційного» тексту ознаменувало перший крок у виникненні «науки декламації Корану» ('ільм аль-кіра'ат ). Ця дисципліна згодом стала одним із найважливіших напрямів мусульманської філології та теології.
З кінця VII до кінця IX століття велася робота щодо впровадження в «офіційний» текст Корану діакритики. Рукописи, що дійшли до наших днів, зберегли запропоновані варіанти діакритичних знаків. У створення однозначної розголосу Корану великий внесок зробили Наср ібн Асім (пом. 707 р.) і Ях'я ібн Ямур (пом. 746 р.). Одночасно з проблемою розголосу вирішувалася і проблема аналізу реальних розбіжностей у рукописах та складання склепінь кіраатів. Проблем читання Корану були присвячені роботи ранніх ісламських богословів. Так Ібн Абу Дауд (пом. 928 р.) проаналізував ранні списки Корану і виділив ряд «неканонічних» варіантних кіраатів.
«Імам читців Багдада» Ібн Муджахид (859—936) у своєму творі «Кіра'ат ас-саб'а» представив сім систем декламації Корану, що існували в Мецці, Медіні, Дамаску, Басрі та Куфі. Кожна з цих систем була дана в двох варіантах передачі (ривайа). Інші богослови говорили про 10 і 14 кіраатів.
З кираатах, що увійшли в працю Ібн Муджахіда, в даний час практично зберігають значення тільки три кіраати:
- Система куфійського карі Асіма (пом. 744 р.) у передачі Хафса (пом. 805 р.). На кірааті Асіма засновано єгипетське видання Корану (1919, 1923, 1928 рр.), яке завершило працю поколінь мусульманських учених в 'ільм аль-кіра'ат і перевидається у всіх мусульманських країнах. Переважна більшість сучасних мусульман читає його саме у цьому читанні.
- Система мединського карі Нафі аль-Мадані (пом. 785 р.). Ця система Нафі зберігає популярність у Північній Африці.
- Система Абу Амра (пом. 770). Фактично читається лише у деяких областях Судану[3].

## Сенс семи харфів
Ісламські богослови висловлювали різні думки щодо семи харфів. Ібн Хаджар аль-Аскаляні посилаючись на імама аль-Куртубі, який у свою чергу посилався на ібн Хіббана, говорив про 35 думок. Ось деякі з них:
- Мета послання Корану в семи читаннях полягає в можливості читання сімома способами. Однак це не означає того, що в Корані всі слова та речення мають сім смислів.
- Подія, що сталася між Умаром і Хішамом, не єдина в ісламській історії. Наприклад, описані аналогічні випадки між Убайй ібн Каабом і Ібн Масудом.
- Вираз «Коран посланий у семи формах читання», сказане в хадісі від Умара ібн аль-Хаттаба означає те, що та сама сура посилалася сім разів. У збірці Хадіс аль-Бухарі наводяться слова Мухаммеда: «Джибріль читав мені Коран в одному варіанті (харф). Я звернувся до нього і попросив його читати у кількох варіантах, і він збільшив (кількість читань). Я попросив його ще й він ще раз збільшив. І так тривало до семи (варіантів читання)».
- Сім читань мають соціальне значення, потім вказує хадис, наведений в імама ат-Тірмізі. У ньому Мухаммед каже Джибрилю: «Я був посланий з неписьменних до організованої громади. (Не всі однакові у силі, розумінні та знаннях), хтось раб, хтось наложниця, а хтось неписьменний». На це Ангел Джибріль відповів, що в Корані міститься смислове багатство, і він посланий для рівня всіх людей за ступенем їхнього сприйняття: «О, Мухаммед! (Не турбуйся, адже) Коран посланий у семи (варіантах читання)».
- У зв'язку з тим, що Коран був посланий у семи читаннях, у коментарях щодо нього є несуттєві відмінності.
- Праведний халіф Усман, який розпорядився розмножити екземпляри Корану, наказав читати його лише на курайшитському діалекті.
- Під сімома харфами маються на увазі арабські діалекти: Курайш, Хузайл, Сакіф, Хавазін, Кінана, Тамім та Айман.

## Читачі
Сім знаменитих читців (карі) Корану:
1. Нафі аль-Мадані (пом. 785);
2. Ібн Касір аль-Маккі (пом. 737);
3. Абу Амр ібн аль-Аля (пом. 770);
4. Ібн Амір аль-Яхсубі (пом. 736);
5. Асим ібн Абу Наджуд (пом. 744);
6. Хамза аз-Зайят (пом. 772);
7. Абу-ль-Хасан аль-Кісай (пом. в 804)[3].

Шамсуддін Мухаммед ібн аль-Джазірі додав до цього списку ще трьох карі:
1. Халяф аль-Багдаді (пом. 843);
2. Язід аль-Мадані (пом. 747);
3. Якуб аль-Хадрамі (пом. в 820)[3].